# Ilha do Livramento
Ilha do Livramento är en ö i Brasilien.   Den ligger i kommunen Alcântara och delstaten Maranhão, i den nordöstra delen av landet, 1 500 km norr om huvudstaden Brasília. Arean är 0,77 kvadratkilometer.
Terrängen på Ilha do Livramento är mycket platt. Öns högsta punkt är 29 meter över havet. Den sträcker sig 1,6 kilometer i nord-sydlig riktning, och 0,6 kilometer i öst-västlig riktning.